# 部分禁止核試驗條約

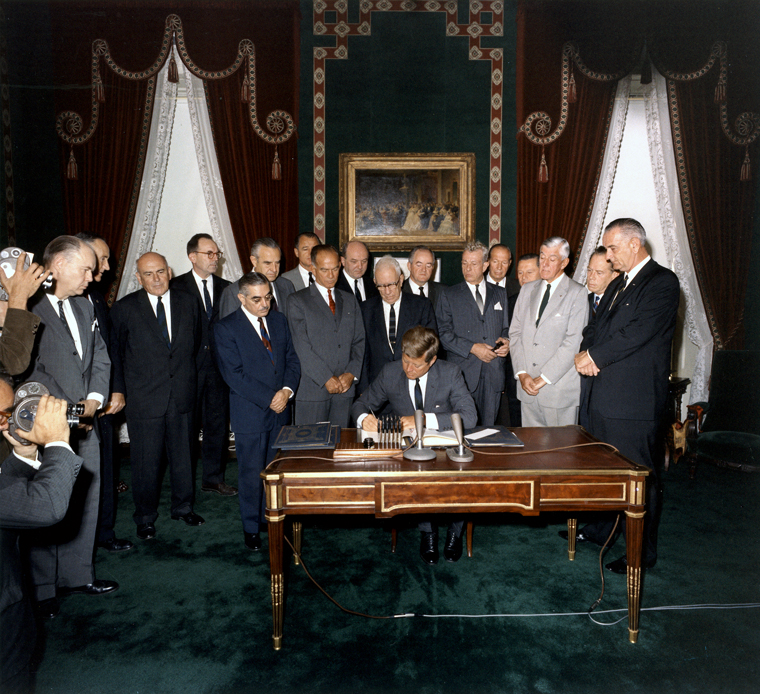
1963年甘迺迪簽署條約

《部分禁止核試驗條約》（英語：Partial Test Ban Treaty, PTBT），全稱《禁止在大氣層、和水下進行核武器試驗條約》，是一個限制核武器試驗的國際條約。条约禁止除地下核试验外的所有核武器试爆。
谈判最初要求全面禁止核试验，但由于围绕地下核试验探测的技术问题以及苏联对拟议核查方法的担忧，谈判被放弃。公众对核试验的规模，特别是对氢弹的试验以及由此产生的核辐射的担忧加剧，为禁止核试验提供了动力。禁试也被视为减缓核扩散和核军备竞赛的一种手段。虽然条约没有阻止核扩散以及核军备竞赛，但条约使大气中原子尘浓度大幅下降。
条约于1963年8月5日由苏联、英国和美国在莫斯科签署，随后开放供其它国家签署。条约于1963年10月10日正式生效。已有126个国家成为条约的缔约国，10个国家签署但尚未批准条约。
条约促成了非地下核试验的持续禁止。签署国以色列和南非可能在1979年的船帆座事件中违反了协议。非签署国法国和中国继续进行大气层试验，分别于1974年和1980年停止大气层核试验。自1980年以来，所有宣布拥有核武器的国家都进行了地下试验，没有发现除地下核试验以外的核试验。

新西兰和奥地利测得的同期大气中碳14浓度，分别代表南北半球的水平。1963年前，大气层的核试验导致北半球碳14浓度几乎加倍 。《部分禁止核試驗條約》簽署之後，碳14明顯下降。南半球數據變化落後是因為核試驗多在北半球進行，需要一定時間才能飄移到南半球大氣中。

## 背景

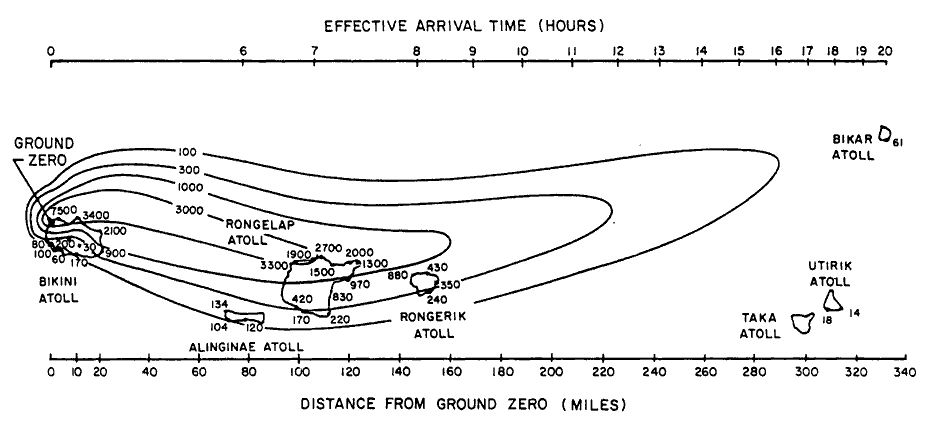
喝彩城堡实验放射性尘埃

制定条约的主要动机源于公众对地上和水下核试验造成的放射性尘埃的关注，特别是在核装置的功率持续增加的情况下。人们普遍担心此类测试会造成更广泛的环境破坏。1952年至1953年，美国和苏联都引爆了第一枚氢弹，其威力远远超过了自1945年三位一體 (核試驗)以来测试和部署的原子弹。1954年，美国在比基尼环礁进行了喝彩城堡试验，作为城堡行动的一部分，爆炸当量为1500万吨TNT，是预期产量的两倍多，造成了广泛的放射性沉降，导致了严重的环境灾难。喝彩城堡核试验导致了美国历史上最严重的放射性事件，放射性粒子扩散到11000多平方公里，影响了有人居住的地区（包括朗格拉普环礁和烏蒂里克環礁），并使“第五福龍丸”号上的日本渔民患病，“死亡灰烬”如雨般落在他们身上。同年，苏联的一次试验向日本上空发射了放射性粒子。大约在同一时间，广岛原子弹爆炸的受害者前往美国接受治疗，这引起了公众的极大关注。1961年，苏联测试了沙皇炸弹，爆炸当量为5000万吨，是历史上最强大的核爆炸，但由于使用了铅篡改，放射性尘埃相对有限。1951年至1958年间，美国进行了166次大气层试验，苏联进行了82次，英国进行了21次；在此期间，仅进行了22次地下试验（均由美国进行）。

## 实施

### 參與國家
已正式通過條約的有126個國家（或政府）：阿富汗、安提瓜、阿根廷、亞美尼亞、澳大利亞、奧地利、巴哈馬、孟加拉國、白俄羅斯、比利時、貝寧、不丹、玻利維亞、波斯尼亞和黑塞哥維那、 博茨瓦納、巴西、保加利亞、緬甸、加拿大、維德角、中非共和國、乍得、智利、中華民國 、哥倫比亞、剛果民主共和國、哥斯達黎加、象牙海岸、克羅地亞、塞浦路斯、捷克共和國、丹麥、多米尼加共和國、厄瓜多爾、埃及、薩爾瓦多、赤道幾內亞、斐濟、芬蘭、加蓬、岡比亞、德國、加納、希臘、危地馬拉、幾內亞比索、洪都拉斯、匈牙利、冰島、印度、 印度尼西亞、伊朗、伊拉克、愛爾蘭共和國、以色列、意大利、牙買加、日本、約旦、肯亞、韓國、科威特、老撾、黎巴嫩、利比里亞、利比亞、盧森堡、馬達加斯加、馬拉維、馬來西亞、馬耳他、毛里塔尼亞、毛里求斯、墨西哥、蒙古、幾內亞比索、摩洛哥、尼泊爾、荷蘭、新西蘭、尼加拉瓜、尼日爾、尼日利亞、挪威、巴基斯坦、巴拿馬、巴布亞新幾內亞、秘魯、菲律賓、波蘭、羅馬尼亞、盧旺達、薩摩亞、聖馬力諾、塞內加爾、塞爾維亞、塞舌爾、塞拉利昂、新加坡、斯洛伐克、斯洛文尼亞、南非、俄羅斯、西班牙、斯里蘭卡、蘇丹、蘇里南、斯威士蘭、瑞典、瑞士、敘利亞、坦桑尼亞、泰國、多哥、湯加、特立尼達和多巴哥、突尼斯、土耳其、烏干達、烏克蘭、英國、美國、烏拉圭、越南共和國、委內瑞拉、也門、贊比亞
已簽署條約，但國內還未正式通過批准的有10個國家：阿爾及利亞、布基納法索、布隆迪、喀麥隆、埃塞俄比亞、海地、馬里、巴拉圭、葡萄牙、索馬里。
以下聯合國會員或觀察員未加入本約：
阿爾巴尼亞、安道爾、安哥拉、阿塞拜疆、巴林、巴貝多、伯利茲、汶萊、柬埔寨、中國、科摩羅、剛果共和國、古巴、吉布提、多明尼加、厄立特里亞、愛沙尼亞、法國、格魯吉亞、格林納達、圭亞那、哈薩克斯坦、基里巴斯、吉爾吉斯、拉脫維亞、賴索托、列支敦士登、立陶宛、馬爾代夫、馬紹爾群島、密克羅尼西亞聯邦、摩爾多瓦、摩納哥、莫三比克、納米比亞、諾魯、朝鮮民主主義人民共和國、北馬其頓、阿曼、帛琉、巴勒斯坦、卡達、聖克里斯多福及尼維斯、聖露西亞、聖文森、聖多美普林西比、沙烏地阿拉伯、所羅門群島、南蘇丹、塔吉克、東帝汶、土庫曼、圖瓦盧、阿聯酋、烏茲別克、瓦努阿圖、梵蒂岡、越南社會主義共和國、辛巴威
中華民國政府於1963年8月23日正式簽署《部分禁止核試驗條約》，翌（1964）年5月18日完成批准並交存聯合國秘書處。1979年1月1日中華民國與美國斷交後，承諾繼續遵守本約規定，美國亦認同其依約接受要求的義務，但先後於1972、1976與1988年，多次被國際原子能總署與美國發現違規取締而令停。
中華人民共和國政府在當時還未得到廣泛認可的國際地位，於1963年7月31日發表了《中國政府主張全面、徹底、乾淨、堅決地禁止和銷毀核武器、倡議召開世界各國政府首腦會議的聲明》，宣稱英美苏的真正目的是達到核壟斷。1964年10月16日，中華人民共和國進行第一顆原子彈試驗。

### 条约内容
条约宣布其“主要目标是在严格国际控制下尽快达成全面彻底的核裁军协议”，并明确指出实现全面禁止核试验的目标。该条约永久禁止条约缔约国在大气层、外层空间或水下实施或鼓励任何核爆炸，以及可能将核碎片送入另一国领土的“其它核爆炸”，并且禁止和平核爆炸，因为很难将和平核爆炸与军用核爆炸区分。
根据美国代表阿德里安·费舍尔和约翰·麦克诺顿在莫斯科达成的妥协，该条约第3条允许各国向英国、苏联或美国政府交存批准书或加入书。这种安排有效地避免了条约似乎使缺乏普遍承认的政府合法化的问题。第4条体现了格罗米科和哈里曼在莫斯科就退出条约达成的妥协。正如赫鲁晓夫所强调的那样，它承认各国撤军的主权权利，同时根据美国的要求，明确授予各方在“非常事件……危及其国家的最高利益”的情况下撤军的权利。

### 有效性

南半球和北半球的炸弹脉冲大气碳-14（14C）。大气测试使北半球14C的浓度几乎翻了一倍

PTBT的批准恰逢20世纪60年代初“炸弹激增”后大气中放射性粒子水平大幅下降。然而，它并没有有效地阻止核武器的扩散。《禁止核试验条约》生效一年后，非签署国中国进行了596工程，成为世界第五个核大国。自中国以来，已知或据信还有四个国家获得了核武器。然而，PTBT被认为减缓了扩散，因为地下测试的费用更高。肯尼迪在1963年警告说，如果不禁止核试验，到1970年可能有10个核武国家，到1975年可能有15到20个核武国家。
批准PTBT后的十年（1963-1972），美国的核试验比前十年（1953-1962）更多。在接下来的十年中，美国进行了385次核试验和23次和平核爆炸（PNE），而在前十年中为268次试验和3次PNE。相比之下，苏联的爆炸次数从前十年的218次下降到后十年的157次，因为苏联从未能够跟上美国地下爆炸的步伐。中国和法国都不是签署国，在1963年至1973年间进行了53次测试。在签署PTBT至1973年7月1日期间，共进行了436次测试，而在1945年7月16日至签署PTBT期间，进行了499次测试。在20世纪60年代和70年代，中国进行了22次大气层试验，法国进行了50次。最后一次大气层试验是在1974年法国停止大气层试验后，中国于1980年进行的。条约颁布后，公众对核试验的反对仍在继续。绿色和平组织成立于1971年，反对在阿拉斯加阿姆奇特卡島进行地下试验的计划。1982年，一艘绿色和平组织的船只未经许可停靠在列宁格勒，要求苏联停止试验。
PTBT是20世纪下半叶一系列核军备控制条约中的第一个。条约被视为1968年签署的《不扩散核武器条约》（NPT）的重要基础，该条约明确提到了条约取得的进展。除《不扩散核武器条约》外，在条约通过之后的十年内，1967年的《外层空间条约》和《特拉特洛科條約》、1971年的《禁止在海床洋底及其底土安置核武器和其他大规模毁灭性武器条约》和1972年的《反弹道导弹条约》也相继出台。1974年，《门槛禁试条约》禁止产量超过15万吨的地下试验。

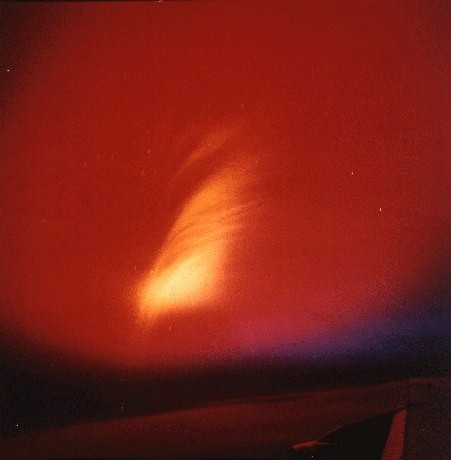
1962年，太空核试验。根据该条约，太空和高空的此类试验完全停止

1977年10月，PTBT的原始各方在日内瓦重新讨论了建立全面禁试令的问题。到20世纪70年代末，美国、英国和苏联就禁止所有试验、暂时禁止和平核爆炸（PNE）和建立包括现场检查在内的核查制度的条款草案达成协议。然而，各方在核查过程的具体细节上仍然存在分歧，随着吉米·卡特总统于1981年离任，谈判最终停止。
米哈伊尔·戈尔巴乔夫和罗纳德·里根总统使世界重新出现了全面禁止核试验的势头，戈尔巴乔夫于1985年开始暂停核试验。1986年12月，美国表示支持全面禁止的“长期目标”，随后美国和苏联于1987年11月开始进行试验谈判。1987年12月，美国和苏联同意了一项探测地下试验的联合实验计划。1988年8月，印度尼西亚、墨西哥、秘鲁、斯里兰卡、委内瑞拉和南斯拉夫请求将PTBT扩大到地下试验，从而将其转化为全面禁令。
在20世纪90年代，全面禁止核试验条约（CTBT）的进展加快。在就这一主题举行了一系列国际会议后，联合国大会通过了第50/64号决议，呼吁各国遵守《全面禁试条约》，并呼吁结束《全面禁核试条约》谈判。1996年9月，《全面禁止核试验条约》签署并取代了《禁核试条约》，但《禁核条约》对非《全面禁试条约》缔约国仍然有效。《全面禁止核试验条约》尚未生效，因为包括美国和中国在内的8个国家尚未批准该条约。法国、俄罗斯和英国已批准《全面禁止核试验条约》。自20世纪50年代和60年代以来，探测地下试验的技术得到了显著改善，监测器以高度的置信度探测到低至1千吨的试验。

#### 违规
早期遵守PTBT被认为是良好的，但条约缔约国曾多次意外向大气中释放核碎片。此外，美国和苏联地下试验的“排放”也继续向大气中释放放射性碎片。完全封闭的地下测试也不完全“干净”。地下测试降低了半衰期短的放射性核素（如碘-131）造成的风险，通常比其他形式的测试更安全。然而，地下测试也可能导致长寿命放射性核素，包括铯-135、碘-129和钚渗入地下。
1965年1月15日苏联在今天的哈萨克斯坦进行查干核试验后，放射性气体在大气中显著释放。14万吨爆炸产生的放射性碎片中约有20%释放到大气中，日本上空也有一些放射性尘埃。美国向莫斯科投诉，但随后没有采取任何行动。1966年4月25日，内华达州的Pin Stripe地下试验（Flintlock行动的一部分）发生了通风故障，并产生了朝向美国中西部的放射性羽流；AEC确定该测试不会威胁人类健康。
另一次意外释放发生在1970年12月18日内华达试验场（埃默里行动的一部分）。10千吨的地下爆炸在地面上产生了裂缝，使放射性气体逃逸到大气中。裂缝释放的放射性物质达到了3000米的高度，使86名工人暴露在辐射中，但没有受到过度辐射。此后，该事件被描述为“世界上最严重的核灾难之一”
解密的美国文件表明，美国可能违反了1972年PTBT的大气试验禁令，在亨利·基辛格的指示下，监测和收集了法国在太平洋上空的大气试验数据，这可能相当于与法国计划的合作。解密文件还表明，美国和英国在1964-1965年通过在澳大利亚、斐济、毛里求斯、巴基斯坦和南非建立一系列额外的控制站，绕过了规定的核查制度。
1979年南大西洋的船帆座事件可能是以色列和南非违反《禁止核试验条约》进行的大气层核试验，这两个国家都是条约的缔约国。
1988年1月8日，中華民國中科院核研所發生張憲義事件後，蔣經國總統突逝於13日，美國在台協會台北辦事處處長丁大衛於1月20日面晤參謀總長郝柏村，提示美國偵察衛星的照相，指出於1986年發現在屏東九鵬基地有小型核子試爆，遂要求確實履行隆納·雷根和新任李登輝總統的終止核武研發協議，全面清點699根核燃料棒並運回美國，其間發生六次氫爆、一次大火，歷時三年方清運完成。